# Invitatorium

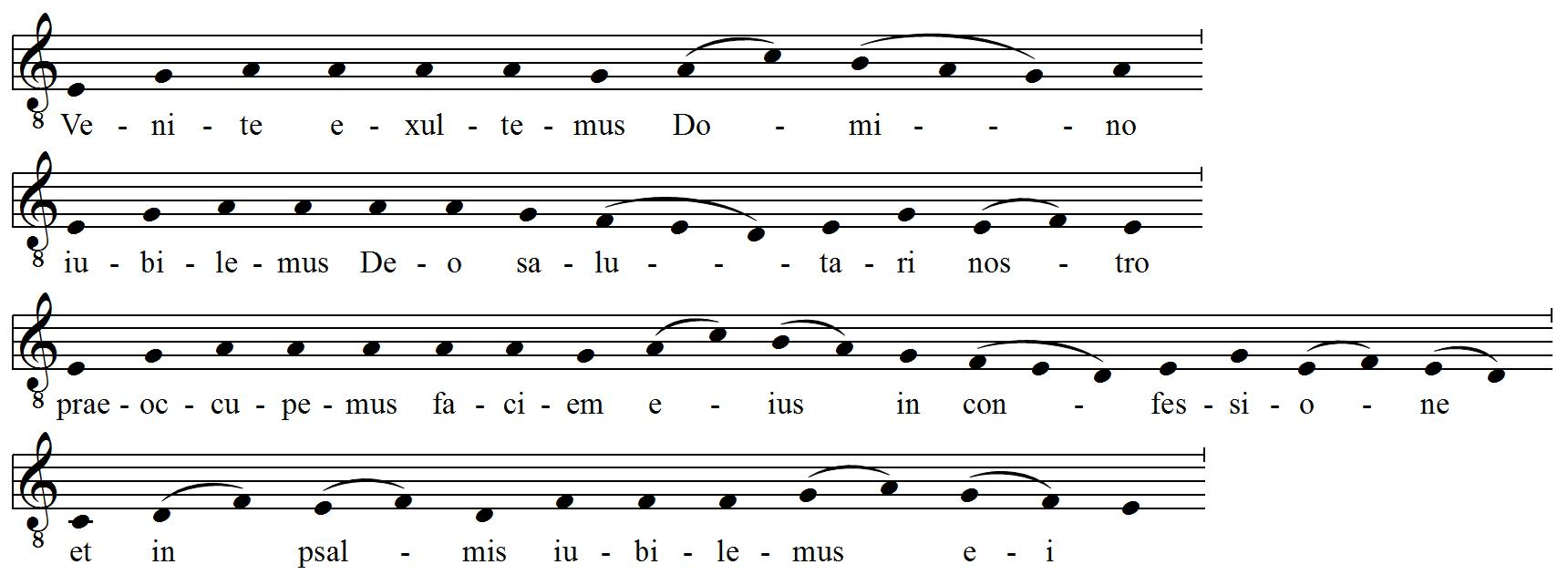
Invitatorium – psalm 95.

Invitatorium, även benämnd invitatoriepsalm, av latinets invito, "inbjuda", avser den psalm, vanligtvis psalm 95 (kallad Venite), som läses före läsningsgudstjänsten eller laudes inom ramen för tidegärden.